# OS X 10.8

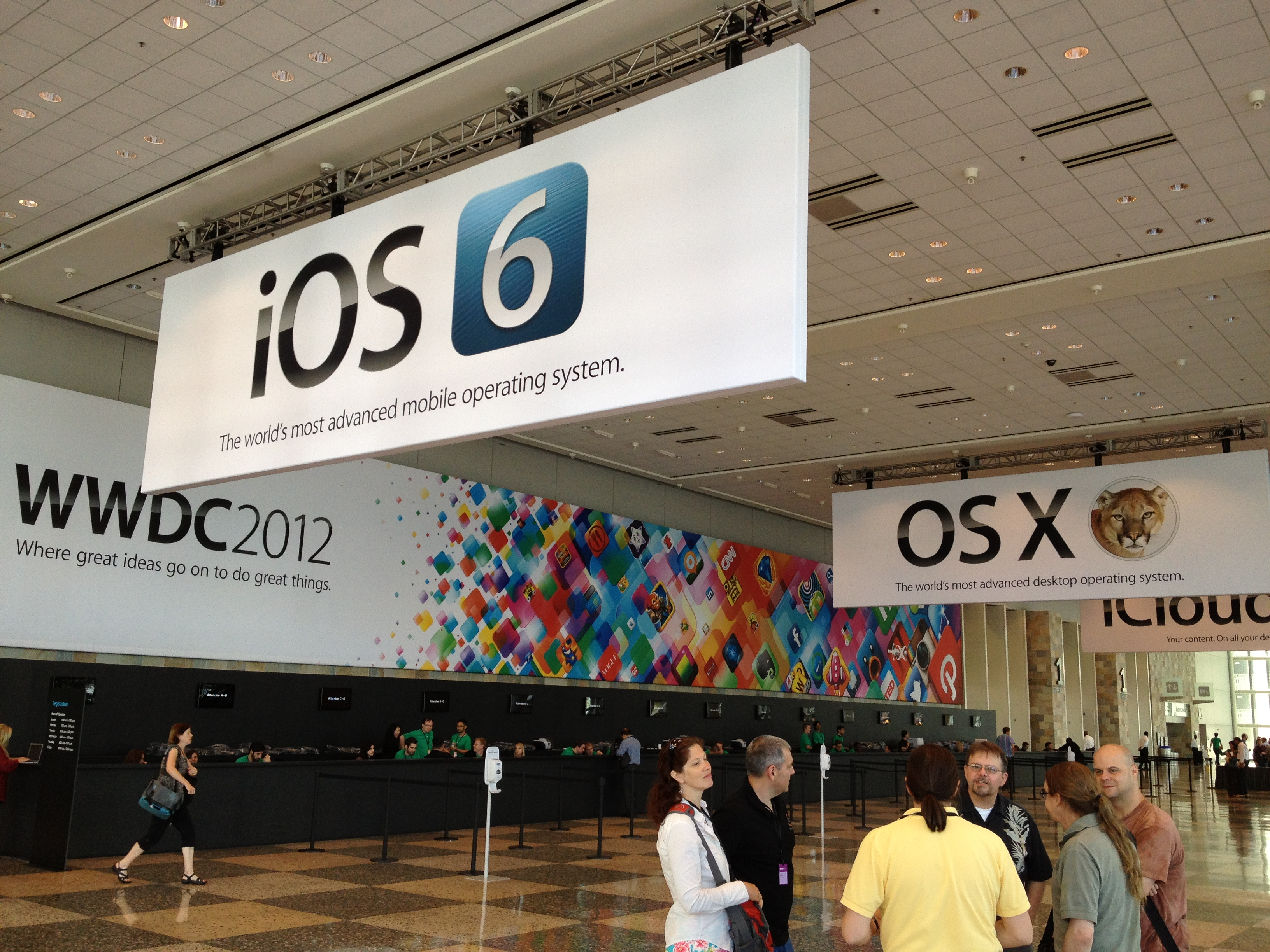
OS X 10.8 Mountain Lion werd aangekondigd tijdens het WWDC in 2012.

OS X 10.8 (codenaam: Mountain Lion) is de negende versie van OS X, Apples client en server besturingssysteem voor Macintosh computers.
Mountain Lion is de opvolger van OS X 10.7 (Lion) en werd op 25 juli 2012 uitgebracht.
Het besturingssysteem kon vanaf die datum worden gekocht en gedownload in de Mac App Store als onderdeel van een omschakeling naar jaarlijkse OS updates. Mountain Lion is vernoemd als verfijning van de voorgaande OS X versie Lion. Enkele doelstellingen waren om gebruikers eenvoudig content tussen Apple apparaten te laten beheren en synchroniseren, en meer bekend te raken met het besturingssysteem.
Mountain Lion bevat een aantal functies die hun oorsprong rechtstreeks uit het mobiele besturingssysteem iOS vinden, zoals het programma Notities en Herinneringen, die nu als losse applicaties worden aangeboden. Mountain Lion vervangt iChat door Berichten, met ondersteuning voor iMessage. iMessage is een dienst waarmee gratis berichten via wifi kunnen worden uitgewisseld met andere Mac-, iPhone-, iPad- en iPod touch-gebruikers. Daarnaast bevat Mountain Lion Safari 6, een nieuwe versie van Apples webbrowser. Een andere functie rechtstreeks van iOS is het Berichtencentrum, een zijbalk die opgeroepen kan worden en alle recente notificaties van ondersteunde programma's weergeeft.
Mountain Lion ontving vele positieve reacties. Critici prezen Berichtencentrum, Berichten, en snelheidsverbeteringen ten opzichte van Lion. Slechte punten waren de onstabiele werking van iCloud en het gebrek aan spellen voor Game Center. Mountain Lion verkocht 3 miljoen exemplaren in de eerste 4 dagen. Op 10 juni 2013 waren er 28 miljoen kopieën wereldwijd verkocht, wat Mountain Lion tot de succesvolste Mac OS release maakte.
OS X Mountain Lion werd op 22 oktober 2013 opgevolgd door OS X Mavericks.

## Verschijningsdatum
OS X Mountain Lion werd op 16 februari 2012 geïntroduceerd op de officiële website van Apple, als opvolger van OS X Lion. Tijdens het WWDC 2012 introduceerde Apple een nieuwe bèta-versie van Mountain Lion, beschouwd als "bijna definitief" voor ontwikkelaars. De publieke versie zou verschijnen in juli 2012. Op 9 juli 2012 bereikte Mountain Lion de "Golden Master (GM)"-status, waarmee het besturingssysteem klaar was voor publieke release.
De officiële datum werd op 24 juli 2012 bekendgemaakt door Tim Cook tijdens de bekendmaking van Apples financiële resultaten voor het derde kwartaal. Mountain Lion kwam publiekelijk beschikbaar op 25 juli 2012 als download in de Mac App Store. In tegenstelling tot voorloper OS X Lion, is er geen installatie USB-stick meer verkrijgbaar.

## Systeemeisen
De basissysteemeisen voor Mountain Lion zijn:
- Ten minste 2 GB intern geheugen
- 8 GB vrije schijfruimte
- Mac OS X 10.6.8 of nieuwer dient geïnstalleerd te zijn.

Daarnaast worden onderstaande Macs ondersteund:
- MacBook Air, eind 2008 of nieuwer.
- MacBook Pro, midden 2007 of nieuwer; MacBook Pro met retina-scherm.
- MacBook Aluminium, eind 2008 en MacBook polycarbonaat, begin 2009 en nieuwer.
- iMac, midden 2007 of nieuwer.
- Mac mini, begin 2009 of nieuwer.
- Mac Pro, begin 2008 of nieuwer.
- Xserve, begin 2009.

Airplay-mirroring wordt door de volgende Macs ondersteund:
- MacBook Air, midden 2011 of nieuwer.
- MacBook Pro, begin 2011 of nieuwer; MacBook Pro met retina-scherm.
- iMac, midden 2011 of nieuwer
- Mac mini, midden 2011 of nieuwer.

## Nieuwe functies

### Berichtencentrum
Een van de belangrijkste nieuwe functies in Mountain Lion is het Berichtencentrum. Berichtencentrum is een functie die oorspronkelijk in iOS 5 is geïntroduceerd en nu zijn weg naar OS X heeft gevonden. Berichtencentrum geeft een overzicht weer van recente ongelezen notificaties van alle ondersteunde programma's. Gebruikers kunnen kiezen wat voor notificaties weergegeven worden in het Berichtencentrum en in welke volgorde door deze naar boven of beneden te slepen.
Er zijn drie typen notificaties: stroken, meldingen, en badges. Stroken worden voor een korte tijd weergegeven op het scherm, waarna ze, tenzij er actie wordt ondernomen, na een paar seconden met een animatie weer verdwijnen. Indien de gebruiker op de notificatie klikt, zal het betreffende programma onmiddellijk openen. In de notificatie wordt het icoon van het programma rechts weergegeven, terwijl het bericht aan de linkerkant wordt weergegeven. Meldingen zijn vrijwel hetzelfde als stroken, het verschil is enkel dat ze niet na een paar seconden verdwijnen, maar blijven staan totdat de gebruiker actie onderneemt. Daarbij zijn er twee keuzemogelijkheden, sluiten of openen. Badges zijn rode notificatie-iconen die op een programmasymbool verschijnen en het aantal ongelezen notificaties kan weergegeven.
Het Berichtencentrum kan worden bereikt door op de knop rechtsboven in de menubalk te klikken of met een bepaalde veegbeweging op het trackpad. Wanneer Berichtencentrum geopend is kunnen gebruikers direct tweeten, berichten plaatsen op de tijdlijn van Facebook en alle ongelezen notificaties per programma bekijken. Wanneer er naar boven wordt geveegd, is er een optie beschikbaar om notificaties tijdelijk aan en uit te zetten. Veel instellingen kunnen worden veranderd in Systeemvoorkeuren.

### iCloud
iCloud is nu nog dieper geïntegreerd in Mountain Lion. Zo kunnen programma's als Notities, Herinneringen, Pages (tekstverwerker), Keynote en Numbers (software) nu synchroniseren met een andere Mac of iOS-apparaten geconfigureerd met hetzelfde iCloud-account.

### Notities
Een ander nieuw programma in Mountain Lion is Notities. Anders dan in OS X Lion het geval was, waar Notities nog deel uitmaakte van Mail, is het nu een apart programma. Veel design-elementen zijn afgeleid van de iPad-versie van Notities. Nieuw is de ondersteuning voor bureaublad-notities, die ook aanwezig blijven wanneer Notities wordt afgesloten.
Nieuwe notities kunnen worden aangemaakt in drie verschillende lettertypes: Noteworthy, Marker Felt en Helvetica. Functionaliteit die niet aanwezig is in de iOS-versie van Notities zijn o.a. de mogelijkheid tot tekst vet, cursief of onderstreept te maken, tekst bijvoorbeeld te centreren, het invoegen van afbeeldingen, verschillende tekstgroottes kiezen en hyperlinks invoegen.

### Berichten
In Mountain Lion is iChat vervangen door Berichten, met een totaal nieuwe interface. Alle functionaliteit die iChat bood is nog gewoon aanwezig in Berichten. Nieuw is echter de ondersteuning voor iMessage, Apples online chatdienst tussen iOS apparaten (met iOS 5 of later) en Macs (met OS X Mountain Lion of later). Toen Mountain Lion op 16 februari 2012 werd geïntroduceerd, werd er tegelijkertijd een publieke bèta-versie van Berichten voor OS X Lion uitgebracht. De definitieve versie werkt echter enkel op Mountain Lion.

### Safari 6
Nieuw in Mountain Lion is Safari 6 (ook beschikbaar als update voor OS X Lion, echter niet alle nieuwe functionaliteit wordt ondersteund). De belangrijkste vernieuwingen zijn iCloud-tabbladen, één balk voor webadressen en zoeken, offline leeslijst en verbeterde snelheid.

### Overige nieuwe functies
- Twitterintegratie.
- Facebookintegratie.
- Herinneringen: Nieuw programma waarmee herinneringen kunnen worden genoteerd en notificaties kunnen worden ingesteld. Grotendeels gelijk aan de iOS-versie
- Ondersteuning voor Airplay-Mirroring. Het beeldscherm kan nu draadloos worden gestreamd naar een Apple TV. Hardwarematige ondersteuning op apparaten vanaf midden 2011, MacBook Pro vanaf begin 2011.
- Gamecenter: Biedt gebruikers de mogelijkheid om samen met vrienden en onbekenden ondersteunde multiplayerspellen te spelen.
- Gatekeeper: Anti-malware tool om de veiligheid van het systeem te waarborgen en alleen software uit betrouwbare bronnen te kunnen installeren.
- Schaken: Ondersteuning voor Game Center en full-screen.
- Dashboard: widgets kunnen nu worden gerangschikt in een Launchpad-achtige interface.
- Voorvertoning: Verbeterde interface.
- Mail: Nieuwe functie genaamd VIP.
- Er kan nu rechtstreeks vanuit Launchpad worden gezocht naar programma's.

### Verwijderde functies
- MobileMe is vervangen door diens opvolger, iCloud, dat nu nog dieper is geïntegreerd in Mac OS X.
- Ondersteuning voor RSS is verwijderd uit Mail en Safari.
- Software-update is verwerkt tot één geheel in de Mac App Store.
- De optie om batterijduur in de menubalk te tonen als Tijd is niet langer beschikbaar, alleen Percentage is nog aanwezig.

## Versiegeschiedenis
| Versie | Build  | Datum            | Opmerkingen |
| ------ | ------ | ---------------- | --- |
| 10.8.0 | 12A269 | 25 juli 2012     | Eerste publieke versie. |
| 10.8.1 | 12B19  | 23 augustus 2012 | Oplossingen voor verschillende problemen in onder andere Berichten, Migratie-assistent, Safari en Mail. Ook de levensduur van de batterij op notebooks is verbeterd.                                                                           |
| 10.8.2 | 12C60  | 4 oktober 2012   | Deze versie bevat Facebook-integratie en het is mogelijk om een telefoonnummer te gebruiken voor Berichten en FaceTime. Daarnaast zijn er enkele oplossingen voor problemen en is de levensduur van de batterij op notebooks verder verbeterd. |
| 10.8.3 | 12D78  | 14 maart 2013    | Deze versie voegt Bootcamp-ondersteuning toe voor Windows 8 en voor harde schijven van 3TB. Tevens bevat deze versie Safari 6.0.3. |
| 10.8.4 | 12E55  | 4 juni 2013      | Deze update bevat bugfixes en verbeteringen voor wifi-verbindingen en Microsoft Exchange mailservers. Een bug die ervoor zorgde dat FaceTime-gesprekken met niet-Amerikaanse telefoonnummers onmogelijk waren is ook opgelost.                 |
| 10.8.5 | 12F45  | 3 oktober 2013   | Deze update bevat bugfixes en verbeteringen voor 802.11ac wifi netwerken en grote bestanden via Ethernet. Verder zijn er problemen opgelost met externe harde schijven, een probleem met HDMI audio weergave en USB Bluetooth adapters.        |